# Hồ sơ ứng tuyển
Hồ sơ ứng tuyển (còn có tên thông dụng trong ngôn ngữ phương Tây là résumé, curriculum vitae hay CV) là một tập văn bản tài liệu tóm tắt về bản thân, quá trình được giáo dục, đào tạo và liệt kê các kinh nghiệm làm việc dùng để xin việc làm. Trong đó, tờ lý lịch trích ngang thường được nhà tuyển dụng quan tâm đầu tiên khi nhận hồ sơ của người xin việc vì nó đóng vai trò cung cấp thông tin quan trọng cho người sử dụng lao động.
Ngoài ra, CV thường được ưa chuộng trong giới học thuật và hầu như chỉ được sử dụng khi nộp đơn xin việc ở hầu hết các quốc gia khác ngoài Canada hoặc Hoa Kỳ.

## Đặc điểm chung
Một sơ yếu lý lịch nói chung là ngắn gọn (một hoặc hai trang), chỉ chứa các kinh nghiệm làm việc trực tiếp liên quan đến công việc ứng thí. Một số sơ yếu lý lịch dùng các từ khóa mà người thuê nhân công có thể đang tìm, có xu hướng tô đẹp thêm cho ứng viên, chứa các từ ngữ thể hiện nhiệt huyết.
Thông thường, các sự kiện được liệt kê theo thứ tự thời gian; ngược hoặc xuôi. Tuy nhiên, có sơ yếu lý lịch sắp xếp kinh nghiệm làm việc theo các chủ đề, hồ sơ lý lịch thường dài nhiều trang và trình bày tóm tắt chi tiết về nền tảng học vấn và bằng cấp, kinh nghiệm làm việc, nghiên cứu, ấn phẩm, bài thuyết trình và bài giảng, danh hiệu và các thành tích khác. Ví dụ như cho sinh viên chưa có bề dày làm việc, nhưng muốn nhấn mạnh các nhóm kỹ năng thu được qua các khóa học và đợt thực tập.
Ngày nay, các sơ yếu lý lịch hay có thêm mục kể về các khả năng làm việc với máy tính (ví dụ như soạn thảo văn bản) do máy tính đang được ứng dụng ngày càng rộng rãi trong mọi lĩnh vực. Trong những năm 2010, việc các ứng viên cung cấp bản CV điện tử cho nhà tuyển dụng bằng email, trang web tuyển dụng trực tuyến hoặc sử dụng các website dịch vụ mạng xã hội định hướng việc làm, chẳng hạn như LinkedIn đã trở nên phổ biến.

## Việt Nam
Tại Việt Nam, các nhà tuyển dụng yêu cầu hồ sơ lý lịch của một cá nhân phải được đóng dấu chứng nhận và ký của Ủy ban Nhân dân phường (xã), hoặc Phòng công chứng hay Văn phòng công chứng, Phòng tư pháp cấp huyện. Các Ủy ban Nhân dân chỉ chứng nhận khi sơ yếu lý lịch được điền theo đúng một khuôn mẫu in sẵn. Mẫu in sẵn có mục về lịch sử gia đình.
Ngoài ra còn một số các website giúp cho người tìm việc tìm được những mẫu hồ sơ xin việc hay sơ yếu lý lịch mà họ chia sẻ.
Khi đi xin việc ở Việt Nam, quy định chung là phải mang theo một bộ hồ sơ xin việc bao gồm các loại giấy tờ như sau:
- 01 Sơ yếu lý lịch tự thuật có xác nhận của địa phương nơi đăng ký hộ khẩu
- 01 mẫu đơn xin việc (viết tay hoặc đánh máy)
- 01 CV xin việc
- 01 Giấy khám sức khoẻ (trong vòng 6 tháng)
- Các loại bằng cấp, chứng chỉ
- Bản photo chứng minh thư
- 04 ảnh 4x6

## Mỹ
Từ "Curriculum Vitae" tại Hoa Kỳ mang ý nghĩa của một bản tự giới thiệu bản thân, có thể dài hơn vài trang; ngoài chứa thông tin về kinh nghiệm làm việc, quá trình giáo dục, các bài xuất bản, các giải thưởng đạt được,... nó còn có thể chứa thêm ví dụ về các công trình đã làm bởi ứng viên. CV kiểu này hay được các nhà tuyển dụng về nghiên cứu khoa học hay y khoa yêu cầu.
Từ résumé có ý nghĩa gần với sơ yếu lý lịch hơn, thường chỉ ngắn gọn một đến hai trang, thích hợp với tuyển dụng kinh doanh thông thường. Thuật ngữ résumé (xuất phát từ tiếng Pháp) có nghĩa là "tóm tắt", thường bị thay thế bằng một hình thái đơn giản hơn của nó, chủ yếu là bởi các người Mỹ không phát âm được tiếng Pháp như resumé hay ngay cả resume.
CV ở Mỹ còn có một số đặc điểm sau:
- Không khuyến khích kèm ảnh chụp cá nhân trong CV, trừ ngành nghệ thuật biểu diễn.
- Các CV cho vị trí nghiên cứu khoa học hay liệt kê các sự kiện cũ nhất trước.
- Các ngành khác liệt kê sự kiện mới nhất trước.
- Trước thập niên 1990, dòng đầu tiên hay ghi mục đích ứng cử. Ngày nay công thức này đã lỗi thời.

## Anh
Tại Anh, từ "Curriculum Vitae" hay "CV" là các từ tiêu chuẩn được sử dụng, thay cho từ "résumé" của Mỹ.

## Đức
Tại các nước nói tiếng Đức, một CV bao giờ cũng phải kèm theo hình ảnh chân dung của người đứng đơn.

## Pháp
Thông thường, các CV ở Pháp phải luôn được kèm theo lettre de motivation (tạm dịch là đơn xin), trong đó nói thêm về cá nhân (nhiệt huyết, các điểm mạnh và những gì người xin việc có thể mang đến), các yêu cầu và các mong đợi, và tất nhiên đề nghị được gặp gỡ.